# Mighty Wanderers FC
Mighty Mukuru Wanderers Football Club w skrócie Mighty Wanderers FC – malawijski klub piłkarski grający w pierwszej lidze malawijskiej, mający siedzibę w mieście Blantyre.

## Sukcesy
- I liga[1]:
  - mistrzostwo (6): 1990, 1995, 1997, 1998, 2006, 2017

- FAM Cup[2]:
  - zwycięstwo (3): 2005, 2012, 2013
  - finał (1): 2015

- Castle Cup[2]
  - zwycięstwo (2): 1972, 1974
  - finał (1): 1979

- Chibuku Cup[2]
  - zwycięstwo (7): 1969, 1972, 1973, 1976, 1978, 1994, 1997
  - finał (4): 1970, 1972, 1983, 1991

- Kamuzu Cup[2]
  - zwycięstwo (4): 1976, 1982, 1985, 1997
  - finał (2): 1992, 1996

- Press Cup[2]
  - zwycięstwo (1): 1990
  - finał (3): 1977, 1979, 1988

## Występy w afrykańskich pucharach
| Sezon | Rozgrywki                 | Runda   | Kraj                          | Klub                         | Dom | Wyjazd | Dwumecz      |
| ----- | ------------------------- | ------- | ----------------------------- | ---------------------------- | --- | ------ | ------------ |
| 1977  | Puchar Mistrzów           | 1       | Kenia                         | Gor Mahia                    | 1–2 | 2–1    | 3–3 (k. 3–5) |
| 1980  | Puchar Mistrzów           | 1       | Madagaskar                    | Fortior Mahajanga            | –   | –      | –            |
| 1997  | Liga Mistrzów             | wstępna | Lesotho                       | Roma Rovers FC               | 1–0 | 1–5    | 2–5          |
| 1998  | Liga Mistrzów             | wstępna | Botswana                      | Botswana Defence Force XI FC | 3–0 | 1–1    | 4–1          |
| 1998  | Liga Mistrzów             | 1       | Zimbabwe                      | Dynamos FC                   | 1–2 | 1–2    | 2–4          |
| 1999  | Liga Mistrzów             | wstępna | Mauritius                     | Scouts Club                  | 0–1 | 3–1    | 3–2          |
| 1999  | Liga Mistrzów             | 1       | Południowa Afryka             | Mamelodi Sundowns FC         | 1–2 | 0–3    | 1–5          |
| 2000  | Puchar Zdobywców Pucharów | 1       | Etiopia                       | Ethiopian Coffee SC          | 2–1 | 0–3    | 2–4          |
| 2018  | Liga Mistrzów             | wstępna | Demokratyczna Republika Konga | AS Vita Club                 | 1–2 | 0–4    | 1–6          |

## Stadion
Domowe mecze klub rozgrywa na stadionie o nazwie Kamuzu Stadium w Blantyre. Stadion może pomieścić 40000 widzów.

## Reprezentanci kraju grający w klubie od 2011 roku
Stan na styczeń 2023.
| - Moses Chavula - Dennis Chembezi - Yamikani Chester - Diverson Chilemba - Richard Chipuwa - Gaddie Chirwa - Maxwell Chirwa - Peter Cholopi - Innocent Dzimbiri - Miracle Gabeya - Malumbo Gondwe - Bernard Harawa - Innocent Jere - Chikondi Kadzombe - Elvis Kafoteka - Bongani Kaipa - Isaac Kaliati - Allan Kamanga - Mphatso Kamanga - Joseph Kamwenda - Valence Kamzere - Essau Kanyenda - Christopher Kumwembe - Vitumbiko Kumwenda - John Lanjesi - Jabulani Linje - Francisco Madinga - Lucky Malata | - Alfred Manyozo - Luka Milanzi - Nafe Misasa - Zicco Mkanda - Chiukepo Msowoya - Francis Mulimbika - Mapopa Musukwa - Foster Namwera - Rafiq Namwera - Robin Ngalande - Jacob Ngwira - Vincent Nyangulu - Harry Nyirenda - Victor Nyirenda - Gerald Phiri Jr. - Precious Sambani - Stanley Sanudi - Simeon Singa - Muhammad Sulumba - Ernest Tambe - Blessings Tembo - Ishmael Thindwa - William Thole - Peter Wadabwa - Jimmy Zakazaka - Pilirani Zonda - Felix Zulu |